# Маркелов, Владимир Николаевич
Влади́мир Никола́евич Марке́лов (24 октября 1957, Челябинск, СССР — 30 октября 2023) — советский гимнаст, олимпийский чемпион 1980, чемпион мира, заслуженный мастер спорта СССР, судья международной категории (1992).

## Спортивные достижения
Олимпийские игры
| Год  | Абсолютное | Командное | Вольные упражнения | Конь | Кольца  | Опорный прыжок | Брусья  | Перекладина |
| ---- | ---------- | --------- | ------------------ | ---- | ------- | -------------- | ------- | ----------- |
| 1976 | 34         | 2         | 3 (кв.)            | 11   | 2 (кв.) | 26             | 5 (кв.) | 7           |
| 1980 | 9 (кв.)    | 1         | 10                 | 7    | 9       | 21             | 32      | 4 (кв.)     |

Выступления на чемпионатах мира и Европы и первенствах СССР:
| Год  | Первенство       | Абсолютное | Командное | Вольные упражнения | Конь | Кольца | Опорный прыжок | Брусья | Перекладина |
| ---- | ---------------- | ---------- | --------- | ------------------ | ---- | ------ | -------------- | ------ | ----------- |
| 1976 | Чемпионат СССР   | 2          |           | 3                  | 2    | 1      | 3              | 1      | 5           |
| 1976 | Кубок СССР       | 1          |           |                    |      |        |                |        |             |
| 1977 | Кубок мира       | 1          |           | 1                  | 1    | 2      | 1              | 5      | 1           |
| 1977 | Чемпионат Европы | 1          |           | 2                  | 3    | 1      | 3              | 8      | 2           |
| 1977 | Чемпионат СССР   | 1          |           |                    | 2    | 1      | 2              |        |             |
| 1977 | Кубок СССР       | 1          |           |                    |      |        |                |        |             |
| 1978 | Чемпионат СССР   | 1          |           |                    |      |        |                |        |             |
| 1979 | Чемпионат мира   | 4          | 1         |                    |      |        |                |        |             |
| 1979 | Чемпионат СССР   | 6          |           |                    |      | 3      |                |        | 8           |
| 1980 | Чемпионат СССР   | 3          |           |                    | 1    | 1      | 2              |        |             |

## Биография
Окончил Московский областной педагогический институт (1985).
Скончался 30 октября 2023. Похоронен на Хованском кладбище.

## Почётные спортивные звания
- Звание заслуженный мастер спорта СССР (1977).